# Canton de Lasseube
Le canton de Lasseube est une ancienne division administrative française, située dans le département des Pyrénées-Atlantiques et la région Aquitaine.

## Composition
Le canton regroupe 5 communes:
- Aubertin
- Estialescq
- Lacommande
- Lasseube
- Lasseubetat

La composition du canton de Lasseube n'a pas varié depuis 1790.

## Histoire
- De 1833 à 1848, les cantons de Lasseube et de Monein avaient le même conseiller général. Le nombre de conseillers généraux était limité à 30 par département[1].

## Représentation

### Conseillers généraux de 1833 à 2015
| Période               | Identité                           | Parti                    | Qualité                                                                                             |
| --------------------- | ---------------------------------- | ------------------------ | --------------------------------------------------------------------------------------------------- |
| 1833-1848             | Baron Pèdre (Pierre) Lacaze        | Majorité gouvernementale | Pair de France, ancien magistrat, propriétaire à Paris Député (1831-1843)                           |
| 1848-1853             | Jean Basile Ducos-Sempé            |                          | Propriétaire à Arudy Juge de paix du canton de Lasseube                                             |
| 1853-1884 (démission) | Louis Jacques Lacaze               | Centre gauche            | Propriétaire à Lasseube, rentier Membre du Conseil d'État Député (1871-1882) - Sénateur (1882-1891) |
| 1885-1910 (décès)     | Jacques Lacaze (fils du précédent) | Conservateur             | Cavalier                                                                                            |
| 1910-1922             | Jean Joseph Loustalot              |                          | Ancien lieutenant d'infanterie, propriétaire-agriculteur Maire d'Aubertin                           |
| 1922-1940             | André Couratte-Arnaude             | RG                       | Propriétaire, maire de Lasseube Nommé conseiller départemental en 1943                              |
|                       |                                    |                          | |
| 1945-1955             | Henri Camilong                     | RGR                      | Restaurateur à Lasseube                                                                             |
| 1955-1975 (décès)     | René Camy (oncle)                  | SFIO puis DVG            | Maire d'Aubertin                                                                                    |
| 1976-1991 (décès)     | René Camy (neveu)                  | DVG                      | Maire de Lacommande (1959-1991)                                                                     |
| 1991-2011             | Michel Maumus                      | DVD                      | Médecin généraliste à Lasseube                                                                      |
| 2011-2015             | Jean-Marc Grussaute                | MoDem                    | Vigneron à Jurançon                                                                                 |

### Conseillers d'arrondissement (de 1833 à 1940)
| Période                                  | Période      | Identité                             | Étiquette   | Qualité |
| ---------------------------------------- | ------------ | ------------------------------------ | ----------- | --- |
| 1833                                     | 1848         | Mathias Clergat-Lassalle (1789-1854) |             | Juge de paix à Lasseube                                                                                     |
|                                          |              |                                      |             | |
| 1892                                     |              | Joseph Sarrailhé                     | Républicain | Notaire, maire de Lacommande                                                                                |
|                                          | 1924 (décès) | Édouard Labat                        | Républicain | |
| 1924                                     | 1931         | Frédéric Bellocq-Jurat               | RG          | Maire de Lasseube                                                                                           |
| 1931                                     | 1937         | Jean Cosme                           | Radical     | Agriculteur à Lasseube                                                                                      |
| 1937                                     | 1940         | Jean Belair                          | URD         | Président du comice agricole, adjoint au maire de Lasseube                                                  |
| 1940                                     |              |                                      |             | Les conseils d'arrondissement ont été suspendus par la loi du 12 octobre 1940 et n'ont jamais été réactivés |
| Les données manquantes sont à compléter. |              |                                      |             | |

## Démographie
| 1962  | 1968  | 1975  | 1982  | 1990  | 1999  | 2006  | 2011  | 2012  |
| ----- | ----- | ----- | ----- | ----- | ----- | ----- | ----- | ----- |
| 2 403 | 2 359 | 2 325 | 2 583 | 2 723 | 2 759 | 2 888 | 3 050 | 3 073 |

## Pour approfondir